# Amalia. Królowa Fado
Amalia. Królowa Fado (port. Amália) – portugalski muzyczny film biograficzny z 2008 roku w reżyserii Carlosa Coelho da Silva, opisujący życie Amálii Rodrigues, najwybitniejszej portugalskiej śpiewaczki fado.

## Obsada
- Sandra Barata Belo jako Amalia
- Carla Chambel jako Celeste Rodrigues
- Ricardo Carrico jako Cesar Seabra
- Ana Padrao jako matka Amalii
- Susana Mendes jako Filipina
- Jose Fidalgo jako Francisco da Cruz
- Antonio Pedro Cerdeira jako Ricardo Espirito Santo
- Ricardo Pereira jako Eduardo Ricciardi
- António Montez jako Avô António
- Jose Boavida jako Jorge Soriano
- Susana Cacela jako D. Teresa
- Adriano Carvalho jako Sebastião Lima
- Ana Marta Contente jako młoda Amalia
- Maria Emilia Correia jako Casimira
- Beatriz Costa jako Aninhas

i inni.